# Георги Динев Чакъров
Вижте пояснителната страница за други личности с името Георги Чакъров.
Георги Динев Чакъров (на английски: George Dineff) е български общественик и революционер, деец на Вътрешната македоно-одринска революционна организация, емигрантски деец в Съединените американски щати.

## Биография
Роден е в 1882 или в 1884 година във воденското село Острово, тогава в Османската империя, днес в Гърция. Привлечен е към ВМОРО в 1902 година от Гоце Делчев. Взима участие в Илинденско-Преображенското въстание през лятото на 1903 година с четата на Кара Ташо в Пожарската планина. След въстанието продължава да е в четата на Кара Ташо. В едно сражение е ранен в челото и лявата ръка. След смъртта на Кара Ташо в 1906 година, четата е поета от Кулиман.
След Младотурската революция в 1908 година Чакъров се легализира в Острово, където участва в политическите борби.
В 1910 година емигрира в Америка. Член е на Македонската патриотична организация „Борис Сарафов“ и живее в Масилон, Охайо.
Умира в 1958 година в Масилон.